# Сыркин, Александр Яковлевич
Алекса́ндр Я́ковлевич Сы́ркин (род. 16 августа 1930, Иваново, СССР) — российский и израильский востоковед, византинист, индолог, филолог-санскритолог, переводчик. Кандидат исторических наук, доктор филологических наук, профессор.

## Биография
Родился в 1930 году в Иваново в семье специалиста по физической химии, профессора (с 1964 г. академика АН СССР) Я. К. Сыркина. Мать — М. В. Сыркина-Нейман (1895—1956) из семьи служащих из г. Ляховичи. Старшая сестра — Ф. Я. Сыркина (1920—2000) — советский и российский искусствовед со специализацией по российскому театральному художественно-декоративному искусству, жена художника А. Г. Тышлера.
В 1953 году окончил классическое отделение филологического факультета МГУ имени М. В. Ломоносова, защитив дипломную работу по теме «Синонимика языка Панчатантры». Во время учёбы начиная с третьего курса под руководством проф. М. Н. Петерсона специализировался по санскриту.
В 1955–1961 годах — научный сотрудник Института истории АН СССР.
В 1961–1977 годах — научный сотрудник Института востоковедения АН СССР. С 1971 г., после защиты докторской диссертации, стал сравнительно рано исполнять обязанности старшего научного сотрудника, а после двух лет стал таковым и фактически.
В 1962 году в ЛГУ имени А. А. Жданова на историческом факультете защитил диссертацию на соискание учёной степени кандидата исторических наук по теме «Поэма о Дигенисе Акрите как исторический источник». Вышла монография под названием "Поэма о Дигенисе Акрите", 1964 г. До этого в серии "Литературные памятники" печатался перевод под названием "Дигенис Акрит", 1960 г.
В 1971 году в Институте востоковедения АН СССР защитил диссертацию на соискание учёной степени доктора филологических наук по теме «Упанишады: (Исследование, перевод, комментарий)». Без комментированного перевода тремя книгами изданы до защиты: Брихадараньяка-упанишада, 1964; Чхандогья-упанишада, 1965; Упанишады, 1967.
В 1977 году эмигрировал в Израиль. С 1978 года работал ассистент-профессором в Еврейском университете в Иерусалиме, с 1998 года — профессор-эмерит.
Бывший член Королевского азиатского общества Великобритании и Ирландии (FRAS); член Международной ассоциации буддийских исследований; член Международной ассоциации семиотических исследований.

## Научная деятельность
Научную деятельность начинал как византинист. Перевёл с греческого на русский язык и исследовал византийский эпос  Дигенис Акрит. В дальнейшем перешёл к индологии. Перевёл на русский язык и исследовал такие памятники древнеиндийской литературы, как Брихадараньяка-упанишада, «Волшебное сокровище сновидений», Гитаговинда, Камасутра, Панчатантра, Упанишады, Чхандогья-упанишада. Кроме того, им осуществлён перевод Дигха-никаи — первой книги палийского канона. Также «занимался анализом текстов русской классической литературы, Древней Индии, проблемами религии и религиозного сознания». Круг интересов включает: индология, византианистика, проблемы религиозного поведения, семиотика и русская классическая литература.

## Научные труды

### Монографии
- Сыркин А. Я. Поэма о Дигенисе Акрите. — М.: Наука, 1964. — 238 с. 900 экз.
- Сыркин А. Я. Некоторые проблемы изучения упанишад. — М.: Наука, 1971. — 292 с.
- Сыркин А. Я. Спуститься, чтобы вознестись. — Иерусалим: Иерусалимский университетский Центр по изучению славянских языков и литератур, 1993. — 314 с.
- Сыркин А. Я. Пути персонажей и авторов : (Толстой, Достоевский и др.). — Иерусалим: Филобиблон, 2001. — 247 с. ISBN 965-7209-00-5
- Семека Е. С., Сыркин А. Я. Статьи и воспоминания о Юрии Рерихе / предисл. и вступ. ст.: : Е. Петренко. — Одесса: Издание Одесского дома-музея им. Н. К. Рериха, 2014. — 34 с. : ил. (Seria buddhica; вып. 5). ISBN 978-966-413-460-3

### Статьи
- Сыркин А. Я. К истории изучения «Дигениса Акрита». // Византийский временник. — 1960. — Т. 17. — № 42. — С. 203—226.
- Сыркин А. Я. Об историчности персонажей «Дигениса Акрита». // Византийский временник. — 1961. — Т. 18. — № 43. — С. 124—149.

### Переводы, составление и научная редакция
- Панчатантра: [Сборник инд. басен]. / Пер. с санскрита, предисл. и примеч. А. Я. Сыркина. — М.: Издательство АН СССР, 1958. — 376 с. (Серия «Литературные памятники»). 12000 экз. (переиздания: М., 1962; М.: Художественная литература, 1972. — 368 с. (Классическая проза Востока))
  - 2-е, испр. и доп. — М.: Наука, 2020. — 414 с.
- Дигенис Акрит. / Пер. с греч., ст. и коммент. А. Я. Сыркина. — М.: Издательство АН СССР, 1960. — 218 с. 3500 экз. (Серия «Литературные памятники»)
  - 2-е, испр. и доп. — М.: Наука, 2019. — 230 с. ISBN 978-5-02-040203-4
- Повести, сказки, притчи древней Индии: Пер. с пали и санскрита / Акад. наук СССР. Ин-т народов Азии ; [Сост., предисл. и примеч. А. Я. Сыркина] ; [Ил.: М. и Т. Асмановы]. — М.: Наука, 1964. — 300 с.
- Брихадараньяка-упанишада. / Пер., предисл. и коммент. А. Я. Сыркина. — М.: Наука, 1964. — 240 с. (Серия «Памятники литературы народов Востока». Переводы. Вып. 5).
- Чхандогья-упанишада. / Пер. с санскрита, предисл. [с. 9-37] и коммент. А. Я. Сыркина. — М.: Наука, 1965. — 256 с. (Серия «Памятники письменности Востока». Вып. 6)
- Древнеиндийские афоризмы. / Акад. наук СССР. Ин-т народов Азии ; Сост., пер. и предисл. А. Я. Сыркина. — М.: Наука, 1966. — 96 с. 100000 экз.
  - 2-е изд., испр. и доп. — СПб.: Наука, 2019. — 135 с. ISBN 978-5-02-040340-6 : 500 экз.
- Упанишады. / Пер. А. Я. Сыркина. — М.: Наука, 1967. — 336 с. (Серия «Памятники письменности Востока». Вып. 16).
  - Упанишады / пер. с санскр, иссл., коммент. и прил. А. Я. Сыркина. — 4-е изд., испр. и доп. — М.: Наука, Восточная литература, 2019. — 796 с. (Памятники письменности Востока). ISBN 978-5-02-040349-9 : 500 экз.
- Собрание больших поучений. Силаккхандхавагга. Первый раздел, сутты I-XIII, 1974 (переводы с языка пали 13-ти первых сутт Дигха-никаи).
- Ватсьяяна Малланага. Камасутра : [Древнеинд. наставление в любви] /  Пер. с санскрита, вступ. ст. [с. 11-45] и коммент. А. Я. Сыркина. — М.: Наука, Восточная литература, 1993. — 184 с. 5500 экз. ISBN 5-02-017718-0
  - Камасутра / Пер. с санскрита, вступ. ст. и коммент. А. Я. Сыркина. — СПб.: Нева; М.: ОЛМА-пресс, 2000. — 383 с. (Мировое наследие). ISBN 5-7654-0738-2
  - Камасутра / пер. с санскр., вступ. ст. и коммент. А. Я. Сыркина. — 2-е изд., испр. и доп. — М.: Наука, 2019. — 246 с. ISBN 978-5-02-040211-9
- Джаядева. Гитаговинда. / Пер. с санскрита, вступ. ст. [с. 9-65], коммент. и прил. А. Я. Сыркина. — М.: Восточная литература, 1995. — 192 с. (Серия «Памятники письменности Востока». Вып. 112) ISBN 5-02-017834-9 (В пер.) : Б. ц., 2000 экз.
- Джагаддева. Волшебное сокровище сновидений. / Пер. с санскрита, коммент. А. Я. Сыркина. — М.: Научно-издательский центр «Ладомир», 1996. — 112 с. (Ex oriente lux). ISBN 5-86218-224-1
  - Джагаддева. Волшебное сокровище сновидений / пер. с санскрита, вступ. статья и коммент. А. Я. Сыркина. — 2-е изд., испр. и доп. — М.: Восточная литература, 2019. — 141 с. ISBN 978-5-02-039843-6. 1000 экз.